# Cemitério de Santo Amaro (Recife)
O Cemitério Senhor Bom Jesus da Redenção, mais conhecido como Cemitério de Santo Amaro, é o maior cemitério do Recife, Pernambuco, Brasil, um dos 5 cemitérios públicos da capital pernambucana.
Com o arquiteto Louis Léger Vauthier compondo equipe de obras no governo de Pernambuco, e sendo a equipe de Obras Públicas dirigida pelo engenheiro José Mamede Alves Ferreira, que assinou o projeto, teve suas obras iniciadas no governo de Francisco do Rego Barros. Foi inaugurado em 1 de março de 1851, tendo se destinado, inicialmente, ao sepultamento de pessoas vitimadas pelo surto de febre amarela, que não podiam ser sepultadas em igrejas, como era o costume da época.
Sua arquitetura é radial, com túmulos distribuídos ao longo de ruas que partem de um ponto central.
É a maior exposição de arte ao ar livre de Pernambuco, com centenas de mausoléus de grande porte. Pela sua arquitetura e pelos túmulos de personalidades famosas da história de Pernambuco, ele foi tombado pelo patrimônio cultural.

## Capela
No ponto de confluência de suas ruas, está erguida uma capela, projetada por Mamede Ferreira, mandada construir pela Câmara Municipal do Recife em 1853.
Trata-se de um monumento de puro estilo gótico de cruz grega, fechada por uma só abóbada, de uma belíssima e arrojada construção, e de grandeza proporcional ao fim a que é destinada, sem campanário e sem dependências.
Foi restaurada e melhorada em 1899 e 1930.

## Sepulturas
Mausoléus
Vários mausoléus se destacam no cemitério:
- Agamenon Magalhães
- Barão de Benfica[8]
- Barão de Mecejana
- Conde da Boa Vista
- Francisco de Assis França (Chico Science)
- Gregório Júnior
- Joaquim Nabuco[nota 3]
- José Mariano
- Maciel Monteiro
- Maciel Pinheiro
- Manuel Borba
- Mário Sette
- Martins Júnior
- Muniz Tavares